# Bootania ruficeps
Bootania ruficeps is een vliesvleugelig insect uit de familie Torymidae. De wetenschappelijke naam is voor het eerst geldig gepubliceerd in 1905 door Cameron.